# شفورد، بدفوردشر
latitudeشفورد، بدفوردشرlongitudeشفورد، بدفوردشر
شفورد، بدفوردشر (به انگلیسی: Shefford, Bedfordshire) یک منطقهٔ مسکونی در انگلستان است که در شرق انگلستان واقع شده‌است.

## خصوصیات
شفورد ۴٬۹۲۸ نفر جمعیت دارد.